# Supply side platform
Supply side platform (SSP, англ. платформа на стороне предложения) — технологическая платформа, позволяющая веб-сайтам и рекламным онлайн-площадкам управлять своими рекламными площадями, наполнять их рекламой и получать доход с использованием торгов в реальном времени (англ. real-time bidding, RTB). Многие крупные веб-паблишеры используют SSP для автоматизации и оптимизации продаж своего медиа-пространства.
В отличие от рекламных сетей, ориентированных на рекламодателей, платформы на стороне предложения предоставляют услуги публикаторам рекламы (владельцам веб-сайтов, приложений, баннерных сетей, некоторых видов наружной рекламы, таких как медиафасады). SSP аккумулирует трафик множества сайтов и позволяет одновременно подключить их к DSP для продажи трафика. Платформы SSP часто интегрированы в структуру рекламных бирж, которые работают как с издателями (сторона предложения), так и с рекламодателями (сторона спроса). Хотя обычно SSP функционируют как посредники RTB, они могут работать и по модели прямых продаж.
Главной ценностью SSP для владельца медиа-площадки является возможность открыть своё рекламное пространство как можно более широкому кругу рекламодателей и продать его по самой выгодной цене. Для этого в структуру SSP встраиваются инструменты, позволяющие проводить глубокую веб-аналитику спроса, анализировать и оптимизировать данные для увеличения производительности и дохода, формировать отчётность и гибко настраивать монетизацию. Интерфейс SSP может также включать такие функции, как управление рекламным инвентарем, добавление рекламодателя в black и white list, блокировка определенных типов рекламы. 

## Принцип работы SSP
Когда пользователь нажимает на ссылку, SSP-система запускает торги на DSP-площадке. DSP собирает данные SSP, сопоставляет их с собственной информацией, полученной с сайта рекламодателя, и приобретёнными данными от DMP (Data Management Platforms — поставщик профилей пользователей и систем управления ими), после чего формирует ставки и проводит RTB-аукцион. Вся операция занимает доли секунды.

## Преимущества SSP-сетей
- Автоматическая продажа рекламного пространства. Анализ конъюнктуры спроса, формирование предложения и участие в аукционах полностью автоматизированы, в том числе за счёт использования искусственного интеллекта и машинного обучения.
- Отчётность. SSP предоставляют паблишерам подробную информацию о том, кто делает ставки, за какую сумму покупается их инвентарь и сколько покупают отдельные рекламодатели.
- Возможность использование нескольких сетей одновременно. SSP, подключаясь к различным ad networks, ad exchanges и DSP), позволяют включиться в процесс RTB большему количеству покупателей, что увеличивает доход паблишера.
- Расширенные возможности монетизации. SSP дают паблишерам удобные инструменты для ценообразования и контроля цен в реальном времени.
- Brand safety. Инструменты SSP позволяют обеспечить безопасность бренда для паблишеров, блокируя показ нежелательной рекламы[2].

Известные SSP: Google Ad Manager, Appnexus, Between, MoPub, Rubicon.